# Aina (фильм)
Aina (урду آئینہ‎, досл.: «Зеркало») — пакистанская мелодрама режиссёра Назр-ул-Ислама, вышедшая в прокат 18 марта 1977 года. Главные роли исполнили Шабнам и Надим Баиг. Сюжет вдохновлён болливудским фильмом «Приди в мои объятия». Aina отмечен 11 премиями «Нигар» и известен самым длинным периодом проката в истории пакинстанского кинематографии.

## Сюжет
Наджма — богатая девушка, а Икбал работает администратором в отеле, и они оба влюбляются. Разногласия между Икбалом и отцом Наджмы Сетхом возникают с самого начала, когда тот критикует социальный статус и способность зарабатывать Икбала, говоря, что сари его дочери стоит 7500 рупий в то время как месячная зарплата парня составляет 750 рупий. Но угроз Наджмы, что она покончит жизнь самоубийством, если ей не позволят выйти замуж за Икбала, её отец дает согласие.
Влюблённые женятся, но Икбал знал, что Сетх не очень доволен этим браком. Однажды мать Наджмы приходит в дом своей дочери, принадлежащий к среднему классу, и предложила ему работу в фирме друга Сетха, но он отказывается. Он также сердится на Наджму из-за телефона (который считался роскошью в те дни), установленного ею в его доме. Несколько дней спустя её мать купила мебель для его дома (возможно, чтобы задеть его) и пригласила своих гостей на танцевальную вечеринку в его доме. Когда Икбал возвращается домой, то сердится и просит Наджму покинуть дом и остаться в доме её отца. На следующий день Икбалу назначают встречу в более крупной компании, поэтому он должен немедленно уехать из города. Перед этим он попытался встретиться с Наджмой, но у входа в её дом встречает Сетха. Сетх дезинформирует его, что Наджма не хочет снова его видеть и решила развестись с ним, поскольку поняла, что совершила большую ошибку, выйдя замуж за бедного человека как Икбал. Потрясенный и обескураженный Икбал покидает город.
С другой стороны, Наджма ждет его в надежде, что он придёт и заберет её домой. Но её отец тоже обманывает её, говоря, что был в гостях у Икбала, но тот оскорбил его перед друзьями и сказал, что собирается развестись с ней. Это шокировало Наджму до такой степени, что у неё начались преждевременные роды. Поэтому они переехали в больницу в том же городе, куда Икбал уехал на новую работу. В это же время Икбал получает ранение и приезжает в ту же больницу, где куда была госпитализирована Наджма. В вестибюле больницы он обнаруживает свою жену без сознания на больничной койке. Однако Сетх не дает им поговорить и сообщает, что собирается отдать ребёнка в детский дом. Икбал отвечает, что сам позаботится о нём. Сетх же говорит Наджме и своей жене о том, что младенец умер. Это становится сильным потрясением для Наджмы, и она теряет душевное равновесие.
Спустя несколько лет ребёнок вырастает, но продолжает скучать по матери. В то же время из=ща того, что психическая нестабильность Наджмы растёт день ото дня, её мать попросит мужа позволить Наджме посетить могилу её ребёнка, что, возможно, поможет ей. На следующий день они посещают и обыскивают кладбище, где встречают настоящего сына Наджмы, который собирал там цветы. Ничего не найдя, Наджма с родителями собираются уехать. Во время ребёнок приходит домой и спрашивает у отца, как выглядела его мать, а тот в ответ показывает ему фотографию Наджмы. Узнав женщину на фото, мальчик бежит к дороге, по которой она приехала и поет песню, которую узнал от отца. Услышав знакомую мелодию, Наджма просит остановить машину и идет в месту, откуда раздается пение. Встретившись у дома Икбала, пара наконец получает шанс все обговорить и выясняет, что именно отец Наджмы на самом деле организовал их расставание (официально они не разведены) и солгал Наджме, что её ребёнок мертв.

## В ролях
- Надим Баиг[англ.] — Икбал, юноша из низшего класса
- Шабнам — Рита, девушка из высшего класса
- Рехан — Сетх Сахаб, отец Наджмы
- Бахар Бегум[англ.] — мать Наджмы
- Шахзеб — сын Наджмы и Икбала
- Кави Хан
- Зарха
- Халид Салим Мотта

## Саундтрек
Вся музыка написана Робином Гхошем.
| №  | Название                                  | Исполнители             | Длительность |
| -- | ----------------------------------------- | ----------------------- | ------------ |
| 1. | «Kabhi Mai Sochta Houn»                   | Мехди Хассан            |              |
| 2. | «Wada Karo Saajna»                        | Мехназ, Аламгир         |              |
| 3. | «Mujhe Dil Se Na Bhulana» (happy version) | Мехназ, Аламгир         |              |
| 4. | «Haseen Wadion Se Yeh Pucho»              | Ахлак Ахмед, Найяра Нур |              |
| 5. | «Ruthey Ho Tum Tumko Kaisay Manaun Piya»  | Найяра Нур              |              |
| 6. | «Mujhe Dil Se Na Bhulana» (sad version)   | Мехди Хассан            |              |
| 7. | «Mujhe Dil Se Na Bhulana» (child version) | Найяра Нур              |              |

## Релиз
Фильм вышел 18 марта 1977 года во всех кинотеатрах страны, незадолго до военного переворота. В Карачи был выпущен в двух кинотеатрах Bambino и Scala.
Aina — единственный пакистанский фильм на урду, отмеченный коронным юбилеем (мега-хит), с общим периодом проката в 401 неделю (почти 8 лет) во всех кинотеатрах и 48 недель в главном кинотеатре Карачи. Фильм побил все предыдущие рекорды кассовых сборов, и до настоящего времени ни один пакистанский фильм не побил этот рекорд. Фильм также был показан в Китае с тем же успехом. В 1990-х годах он транслировался по телевидению Бангладеш.
Известный кинокритик Муштак Газдар в своей книге «Pakistan Cinema, 1947—1997» (1997) написал:

В Aina, Назрул привнес романтическую нотку через песни, используя как инструменты для усиления их воздействия элементы природы. Его использование открытых пространств для создания настроения сцен в отличие от обычного представления песен с синхронизацией губ очень понравилось аудитории.

Фильм отмечен 11 премиями «Нигар», в том числе за лучший фильм, лучшую режиссуру, лучшую мужскую роль, лучшую женскую роль, лучшую музыку, лучшие тексты песен и лучшую операторскую работу.
В 1985 году фильм был переснят несколько раз: на хинди как «Любовь не сломить», на каннада как Nee Bareda Kadambari, на телугу как Pachani Kapuram, на тамильском как Naan Adimai Illai.
В 1998 году был выпущен ремейк фильма под названием Nikah, снятый актрисой Сангитой. В 2013 году был выпущен телефильм-ремейк с тем же названием.
В 2017 году, режиссёр Саид Нур заявил о продолжении фильма, предварительно известен как Aina 2. Режиссёр рассказал журналистам газеты The Express Tribune, «Конечно, Aina 2 продолжит историю, рассказанную в первой части с оригинальными актёрами звёздного состава, а также с некоторыми новыми актёрами. Кроме того, на этот раз мы планируем снимать его в Канаде».